# Cedar Creek (Nebraska)
Cedar Creek es una villa ubicada en el condado de Cass en el estado estadounidense de Nebraska. En el Censo de 2010 tenía una población de 390 habitantes y una densidad poblacional de 138,53 personas por km².

## Geografía
Cedar Creek se encuentra ubicada en las coordenadas 41°2′44″N 96°6′6″O / 41.04556, -96.10167. Según la Oficina del Censo de los Estados Unidos, Cedar Creek tiene una superficie total de 2.82 km², de la cual 1.48 km² corresponden a tierra firme y (47.38%) 1.33 km² es agua.

## Demografía
Según el censo de 2010, había 390 personas residiendo en Cedar Creek. La densidad de población era de 138,53 hab./km². De los 390 habitantes, Cedar Creek estaba compuesto por el 99.49% blancos, el 0% eran afroamericanos, el 0% eran amerindios, el 0% eran asiáticos, el 0% eran isleños del Pacífico, el 0% eran de otras razas y el 0.51% pertenecían a dos o más razas. Del total de la población el 0.77% eran hispanos o latinos de cualquier raza.